# Liezl Downing
Liezl Downing es una deportista sudafricana que compitió en judo. Ganó dos medallas en el Campeonato Africano de Judo, en los años 1996 y 1997.

## Palmarés internacional
| Campeonato Africano | Campeonato Africano    | Campeonato Africano | Campeonato Africano |
| Año                 | Lugar                  | Medalla             | Categoría           |
| ------------------- | ---------------------- | ------------------- | ------------------- |
| 1996                | Sudáfrica (Sudáfrica)  | Medalla de bronce   | –52 kg              |
| 1997                | Casablanca (Marruecos) | Medalla de plata    | –52 kg              |